# Centenario (persona)

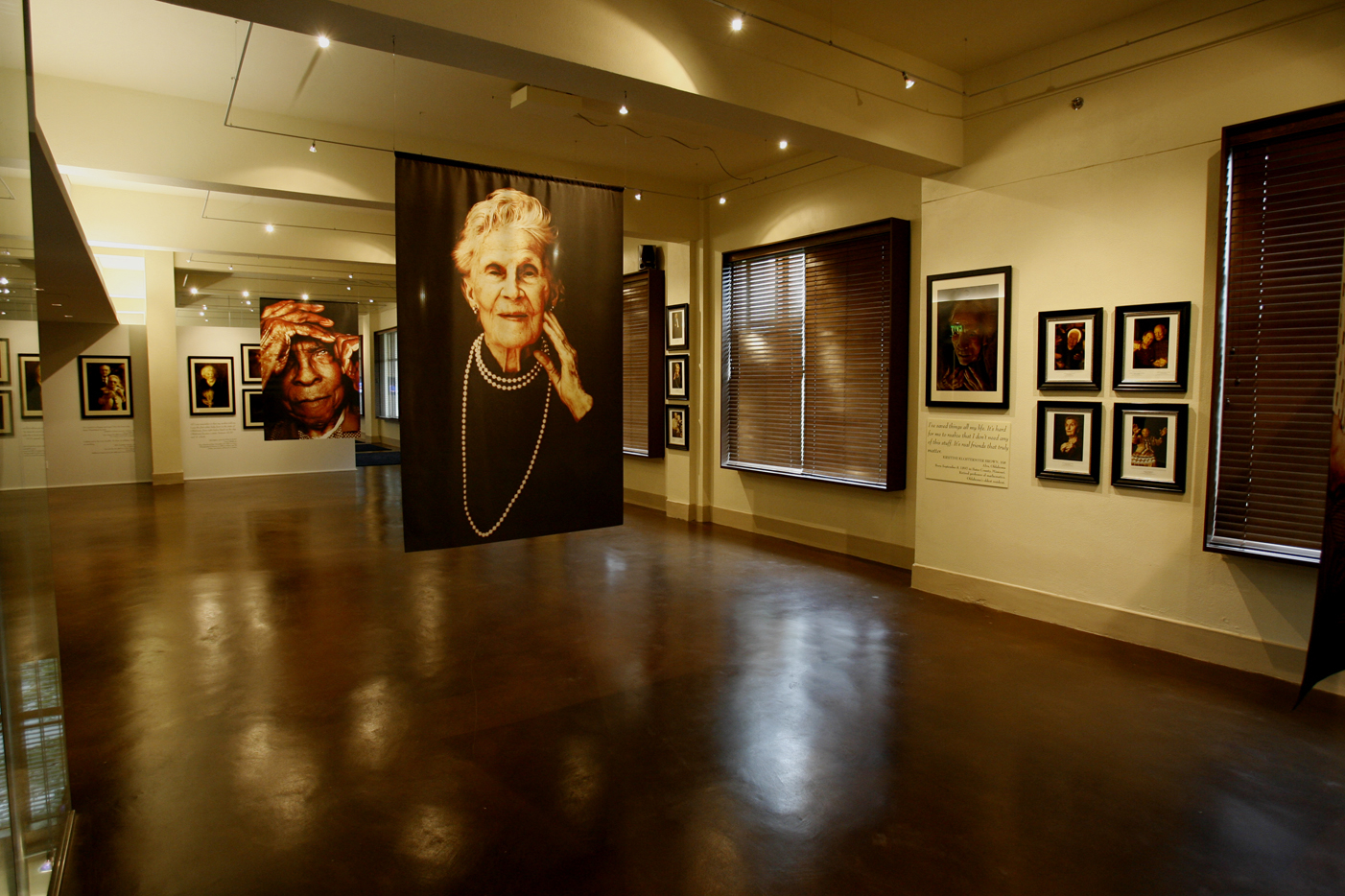
Retratos de la artista Mary Jane Alexander de centenarios, en la Oklahoma Heritage Association.

Se llama centenario o centenaria a una persona longeva, la que ha alcanzado la edad de 100 años o más. Mucho menos frecuentes, los supercentenarios (o superlongevos) son personas que han vivido al menos 110 años. Se denomina semisupercentenarios a quienes tienen más de 105 años y no llegan a supercentenarios. Existen presuntamente casi medio millón de centenarios en todo el mundo, aunque no se ha podido verificar la longevidad de muchos de ellos, debido a la falta de documentación.

## Centenarios y esperanza de vida
Según el demógrafo James Vaupel, en 1840 comenzó un aumento constante de la esperanza de vida, ocasionado por la disminución de la mortalidad infantil y mortalidad adolescente y ha continuado imparable, con un aumento medio de dos años y medio cada década, al que se ha ido sumando un alargamiento generalizado de los años vividos en los grupos de edades más altos.
Para este mismo autor, Vaupel, la esperanza de vida de las personas nacidas tras el año 2000 llegará a los 100 años en el siglo XXII.

## Centenarios, semisupercentarios y supercentenarios
- Centenarios. Son aquellos que alcanzan los 100 años de edad o más, pero que no llegan a los 105 años.
- Semisupercentenarios. Aquellas personas que alcanzan los 105 años de edad o más, pero que no llegan a los 110 años.
- Supercentenarios. Aquellas personas que alcanzan los 110 años de edad o más.

### Supercentenarios destacados

#### Matusalén
A lo largo de la historia se han registrado algunos casos de personas de alta longevidad. Un caso llamativo, según el libro bíblico Génesis (capítulo 5, versículo 27), es el de Matusalén que habría llegado a vivir 969 años. Algunas investigaciones "sostienen" que las edades extraordinarias de los patriarcas bíblicos son resultado de errores en la traducción: los ciclos lunares se confundieron con los solares, y las edades reales son 13,5 veces menores. Matusalén llegó a tener una edad de: 969/13,5, es decir 71 años que es edad longeva para la esperanza de vida de su época. No obstante, en el relato bíblico se menciona que Matusalén engendró a su hijo Lamec a la edad de 187 años, lo que si se le aplica la división entre 13,5 resultaría en una edad de 13 años.[cita requerida]

#### Jeanne Calment y Jiroemon Kimura
- Jeanne Calment - la persona más longeva cuya edad se ha verificado por documentación moderna; nacida en 1875, llegó a la edad de 122 años y 164 días (en total, 44 724 días de vida).
- Jirōemon Kimura (1897-2013) - fue el hombre (varón) más anciano de toda la historia, reconocido por el Libro Guinness de los récords.